# Avenida Fontes Pereira de Melo
Die Avenida Fontes Pereira de Melo ist eine Hauptverkehrsstraße im Zentrum der portugiesischen Hauptstadt Lissabon. Sie führt von der Praça Marquês de Pombal über 900 Meter in nordöstlicher Richtung zur Praça Duque de Saldanha.

## Geschichte
Die Straße ist eine der fünf Achsen, die von der Praça Marquês de Pombal abführen. Sie wurde im Jahr 1900 entsprechend dem Plano das Avenidas Novas des Ingenieurs Ressano Garcia angelegt, der 1888 von der Stadtkammer Lissabon angenommen worden war. Dieser hatte zum Ziel, im Geiste der städtebaulichen Ideen des ausgehenden 19. Jahrhunderts den dicht besiedelten Quartieren aus der Zeit der Industrialisierung ein Raster struktureller Achsen mit einheitlicher Blockbebauung vorzusetzen. Die Avenida Fontes Pereira de Melo band dabei den Siedlungskern Picoas/Campo Grande an den Parque da Liberdade (heute: Parque Eduardo VII) an. Benannt wurde sie am 11. Dezember 1902 nach dem Staatsmann António Maria de Fontes Pereira de Melo (1819–1887), Ministerpräsident während der Zeit des Fontismus.      
Verkehrlich ist die Avenida durch die U-Bahnhöfe Marquês de Pombal, Picoas und Saldanha sowie durch mehrere Buslinien erschlossen.

## Kunst
Ein Eckgebäude nahe dem U-Bahnhof Picoas bemalten die Streetart-Künstler Blu und Os Gêmeos im Jahr 2010 im Rahmen des Projecto Crono mit zwei kapitalismuskritischen Wandbildern, die der Guardian unter die zehn besten Streetart-Werke weltweit wählte. Eine weitere Fassade versah der Künstler Ericailcane mit einem riesigen Krokodil.